# Volkswagen Polo IV
Pour les articles homonymes, voir Volkswagen Polo.
La Volkswagen Polo IV est une automobile du constructeur automobile allemand Volkswagen apparue en 2001 et restylée en 2005. Clone technique des Seat Ibiza et Skoda Fabia, elle succède à la Polo III.
Au début de 2001, Volkswagen produit plus de 7 millions d'exemplaires.

## Type 9N (Polo IV phase 1): 2001 à 2005
La Polo IV a connu dans la première moitié de carrière 2 phases appelées en terme technique 9n1 et 9n2. Identiques esthétiquement parlant, ces 2 phases se différencient par des gammes différentes et quelques différences d'ordre technique.

### 9N1 (2001-2003)
Cette première phase est apparue avec le lancement de la Polo IV en 2001. Esthétiquement parlant, elle se démarque assez nettement de sa devancière et est fidèle aux habitudes de Volkswagen avec une ligne sobre et sans fioritures alors que techniquement elle adopte la plate-forme inaugurée par la Skoda Fabia que partagera également la Seat Ibiza. Elle en profite même pour adopter la face avant de sa petite sœur Lupo. Avec un gabarit en nette progression par rapport à la génération précédentes, elle en devient la citadine la plus imposante par rapport à ses concurrentes de l'époque.
Son habitacle est lui aussi conforme aux standards de la marque à savoir sobre et très bien fini. Ses mensurations à la hausse lui permettent là aussi de surclasser ses concurrentes de l'époque que ce soit en ce qui concerne la finition l'habitabilité.
Elle sera disponible à son lancement en 2 carrosseries 3 ou 5 portes ainsi qu'en berline 4 portes dans certains pays avec une gamme composée de 3 niveaux de finition :
- Polo : était l'entrée de la gamme avec un équipement basique : les vitres électriques avant, la banquette arrière rabattable 1/3-2/3, la fermeture centralisée, la direction assistée, les airbags frontaux et latéraux avant, l'ABS et 3 appuis-têtes arrière étaient de série.

- Confort : elle, s'enrichissait de la climatisation manuelle, de l'ordinateur de bord, des phares antibrouillards avant, des poignées de portes, baguettes latérales et rétroviseurs extérieurs peints de la couleur de la carrosserie et de sièges sport réglables en hauteur avec tiroir.

- Carat : était le haut de gamme de la Polo, comme beaucoup de modèles de la marque. Elle ajoutait l'autoradio couplé à un changeur 6 CD, la sellerie cuir, le volant gainé de cuir, la climatisation automatique, les sièges avant chauffants, des jantes alliage 14 ", les vitres électriques arrière, les aumônières à l'arrière des sièges avant ainsi que le système Easy-Entry.

- Polo Dune : qui fit une courte apparition en 2003. Tendance de l'époque, il s'agit d'une version légèrement rehaussée adoptant un kit de carrosserie composé de nouveaux pare-chocs, de barres de toit et d'élargisseurs d'ailes lui donnant de faux airs de crossover ainsi que de peintures spécifiques flashy. Cette version n'en reste pas moins une simple traction qui ne peut prétendre à aucune aptitude en tout-terrain. Elle est disponible sous trois motorisations différentes : 1.9 TDI 100 ch, en diesel 1.4 TDI 75 ch puis en 1,2 65 ch en essence. Le constructeur n'avait prévu de fabriquer que 500 exemplaires[4],[5].

### 9N2 (2003-2005)
Avec son statut revendiqué de mini-Golf, la Polo IV affiche des prétentions tarifaires élevées. Elle affiche en effet des tarifs nettement supérieurs à ses concurrentes ce qui la handicape lourdement. Afin de baisser ses tarifs, Volkswagen décide de remanier entièrement la gamme et de la tirer vers le bas.
Ces versions sont appelées 9n2 ne diffèrent pas esthétiquement des 9n1 mais sont identifiables à certains détails plus ou moins subtils reflétant les économies de construction tels que l'abandon des planches de bord moussées, le remplacement du vérin de maintien du capot par une classique tige en métal ou encore de simples catadioptres de portières en plastique non éclairants.
Sa gamme est désormais composée de 4 finitions et ne propose plus la luxueuse Carat :
- Fox : nouvelle finition d'entrée de gamme à l'équipement basique (ABS,la direction assistée, airbags frontaux et latéraux avant, verrouillage centralisé, vitres électriques avant et volant réglable en haut et profondeur. Elle perdait au passage la désactivation de l'airbag passager.) et aux motorisations les plus modestes ; aucun TDI n'était disponible, seul le SDI était disponible en diesel ainsi que le 1.2 dans sa version la plus faible de 55 ch en essence. Elle était réservée à un usage exclusivement urbain.
- Trend : équivalent de l'ancienne finition de base. Elle était un peu mieux équipée que la Fox en ajoutant l'airbag passager désactivable, le siège conducteur réglable en hauteur avec tiroir et la banquette arrière rabattable 1/3-2/3. Elle permettait enfin d'avoir accès à un moteur TDI.
- Trend Pack : ajoutait à la finition Trend la climatisation manuelle et le régulateur de vitesse. Elle donnait accès également au TDI 100.
- Sport : qui était le haut de gamme de la nouvelle gamme. Elle recevait un équipement bien fourni tel que la climatisation automatique, des jantes alliage 16 ", un châssis et des sièges sport, l'autoradio CD, l'ordinateur de bord, les rétroviseurs électriques dégivrants, les feux antibrouillard, les feux arrière teintés et un porte-gobelet avant. Le TDI 130 était enfin disponible et recevait de série l'ESP.

|             | Polo | Confort | Carat | Fox | Trend | Trend Pack | Sport |
| ----------- | ---- | ------- | ----- | --- | ----- | ---------- | ----- |
| 1.2 55      |      |         |       |     |       |            |       |
| 1.2 64      |      |         |       |     |       |            |       |
| 1.4 75      |      |         |       |     |       |            |       |
| 1.4 100     |      |         |       |     |       |            |       |
| 1.4 100 BA  |      |         |       |     |       |            |       |
| 1.9 SDI 64  |      |         |       |     |       |            |       |
| 1.4 TDI 75  |      |         |       |     |       |            |       |
| 1.9 TDI 100 |      |         |       |     |       |            |       |
| 1.9 TDI 130 |      |         |       |     |       |            |       |

### Séries spéciales
- Polo+ : prenait pour base la finition Polo et se déclinait en 5 versions : ESP+ qui ajoute l'ESP, Design+ le châssis sport et des jantes en alliage 16", Air+ le toit ouvrant électrique, Confort+ des jantes en alliage 15" et les phares antibrouillards, Music+ ajoute enfin une radio cassette et un changeur CD. Les 5 versions sont toutes proposées au même prix en fonction de la motorisation.
- Hudson : n'est proposée qu'avec les motorisations TDI et est semblable à la finition Confort en y ajoutant le châssis sport, des jantes alliage de 15" et l'ESP sur le TDI 130.
- Cursus : qui n'était autre qu'une finition de base permettant d'accéder au TDI 100, chose impossible dans la gamme normale.
- SDI Pack : n'avait pour seul intérêt que d'être proposée à un tarif inférieur à celui de la gamme normale. Elle n'était de plus disponible qu'en 3 portes et qu'en 3 coloris (Blanc Candy, Bleu Estival et Noir).
- Wembley Clim : était proposée elle aussi à un tarif inférieur à la Polo de base tout en proposant de série la climatisation manuelle et un autoradio CD.
- Dune : la prédécesseur de CrossPolo. Elle en était identique en tout point mais en adoptant le design de la 9N.
- Match : prenait pour base la finition Trend Pack en y ajoutant entre autres le pack couleur (poignées et rétroviseurs couleur de la couleur de la carrosserie), des jantes en alliage de 15", une calandre chromée, un ordinateur de bord, le pack cuir, un autoradio CD et le système Easy-Entry sur la 3 portes.

|             | Polo+ | Hudson | Cursus | SDI Pack | Wembley C. | Dune | Match |
| ----------- | ----- | ------ | ------ | -------- | ---------- | ---- | ----- |
| 1.2 64      |       |        |        |          |            |      |       |
| 1.4 75      |       |        |        |          |            |      |       |
| 1.9 SDI 64  |       |        |        |          |            |      |       |
| 1.4 TDI 75  |       |        |        |          |            |      |       |
| 1.9 TDI 100 |       |        |        |          |            |      |       |
| 1.9 TDI 130 |       |        |        |          |            |      |       |

### Motorisations
La Polo IV 9n1 et 9n2 proposent une large palette de motorisations. Si elle reprend les 1.4 essence, 1.9 SDI et 1.4 TDI Diesel de la génération précédente, elle reçoit un inédit 3 cylindres 1.2 essence de 55 et 65 ch ainsi que le 1.9 TDI dans ses versions 100 et 130 ch bien connu sur d'autres modèles du groupe. Étant une citadine avant tout, les 3 cylindres 1.2 essence et 1.4 TDI assureront l'essentiel des ventes.
| Moteur          | Type                       | Suralimentation                         | Cylindrée | Puissance             | Couple                  | Boîte | Vitesse max. | CV (France) |
| --------------- | -------------------------- | --------------------------------------- | --------- | --------------------- | ----------------------- | ----- | ------------ | ----------- |
| Moteurs Essence |                            |                                         |           |                       |                         |       |              |             |
| 1.2             | 3 cylindres en ligne - 6S  | -                                       | 1 198 cm3 | 55 ch à 4 750 tr/min  | 10,6 mkg à 3 000 tr/min | BM5   | 152 km/h     | 4           |
| 1.2             | 3 cylindres en ligne - 12S | -                                       | 1 198 cm3 | 64 ch à 5 400 tr/min  | 11,2 mkg à 3 000 tr/min | BM5   | 162 km/h     | 4           |
| 1.4             | 4 cylindres en ligne - 16S | -                                       | 1 390 cm3 | 75 ch à 5 000 tr/min  | 12,6 mkg à 3 800 tr/min | BM5   | 172 km/h     | 5           |
| 1.4             | 4 cylindres en ligne - 16S | -                                       | 1 390 cm3 | 75 ch à 5 000 tr/min  | 12,6 mkg à 3 800 tr/min | BA4   | 168 km/h     | 6           |
| 1.4             | 4 cylindres en ligne - 16S | -                                       | 1 390 cm3 | 100 ch à 6 000 tr/min | 12,6 mkg à 4 400 tr/min | BM5   | 188 km/h     | 6           |
| Moteurs Diesel  |                            |                                         |           |                       |                         |       |              |             |
| 1.9 SDI         | 4 cylindres en ligne - 8S  | -                                       | 1 896 cm3 | 64 ch à 4 000 tr/min  | 12,8 mkg à 1 600 tr/min | BM5   | 160 km/h     | 4           |
| 1.4 TDI         | 3 cylindres en ligne - 6S  | 1 Turbo + Intercooler Injecteurs-pompes | 1 422 cm3 | 75 ch à 4 000 tr/min  | 19,5 mkg à 2 200 tr/min | BM5   | 170 km/h     | 4           |
| 1.9 TDI         | 4 cylindres en ligne - 8S  | 1 Turbo + Intercooler Injecteurs-pompes | 1 896 cm3 | 100 ch à 4 000 tr/min | 24,0 mkg à 1 800 tr/min | BM5   | 188 km/h     | 6           |
| 1.9 TDI         | 4 cylindres en ligne - 8S  | 1 Turbo + Intercooler Injecteurs-pompes | 1 896 cm3 | 130 ch à 4 000 tr/min | 31,0 mkg à 1 900 tr/min | BM6   | 207 km/h     | 7           |

## Type 9N3 (Polo IV phase 2): depuis fin 2005
Ce restylage est intervenu afin d'harmoniser la ligne de la Polo avec le nouveau style Volkswagen et surtout pour relancer les ventes qui s'essoufflent face à une concurrence plus moderne. Il concerne les faces avant et arrière du véhicule. L'intérieur, lui, bénéficie simplement de nouvelles selleries. L'année 2007 a été marquée par le retour sporadique des planches de bord moussées sur les finitions Confortline, Sportline, GTI, Carat et CrossPolo mais uniquement sur les modèles en commande spéciale (non disponible sur parc). Elle est toujours assemblée à l'usine de Forest en Belgique.

### Gamme PRO
La gamme est composée de 7 finitions :
- Trendline : finition d'accès de gamme plutôt dépouillée qui se contente du régulateur de vitesse (sauf sur le 1.2 60), de l'ABS, de la direction assistée, des airbags frontaux et latéraux avant, des vitres électriques avant, du siège conducteur réglable en hauteur et du verrouillage centralisé.
- Confortline : qui ajoute la climatisation manuelle, l'ordinateur de bord, les rétroviseurs électriques, la radio CD, le système Easy-Entry, sièges avant réglables en hauteur avec tiroir intégré, un porte boisson avant, des spots de lecture ainsi que les poignées de portes, baguettes latérales et rétroviseurs peints de la couleur de la carrosserie.
- Sportline : qui bénéficie de jantes alliage 16", d'un châssis sport, d'une calandre chromée, de feux antibrouillard avant, de cerclages chromés sur les compteurs et d'un volant cuir. Elle est en outre la seule finition à pouvoir recevoir le TDI 130 en se dotant alors de l'ESP en série.
- Carat : finition haut de gamme qui reçoit une sellerie cuir, des sièges avant chauffants, la climatisation automatique, le radar de recul, une radio CD-MP3, des vitres arrière électriques, un rétroviseur intérieur automatique ainsi qu'un détecteur de pluie. Elle perd en revanche le châssis sport et la calandre chromée (de mai 2005 à avril 2006) et est dotée de pneumatiques plus modestes que la finition Sportline.
- CrossPolo : déjà présente dans la phase 1, au look de baroudeur qui bénéficie d'un châssis rehaussé, de nouveaux pare-chocs, de jantes de 17 " et de barres de toit. L'intérieur lui reçoit des selleries spécifiques aux couleurs très flashy ainsi qu'un volant cuir 4 branches couleur titane. Elle reste une simple traction et ne peut ne prétendre à aucune aptitude tout-terrain.
- GTI : la sportive attitrée de la gamme arrivée un peu plus tard. Elle est en grande partie calquée sur la finition Sportline en y ajoutant la contrôle de pression des pneus, l'ESP, les vitres arrière électriques, les sièges avant réglables en hauteur avec tiroir. Niveau look, elle se pare de phares avant à fond noir, d'une calandre en nid d'abeilles (de prises d'air larges en lieu et place des antibrouillard et d'un extracteur d'air arrière sur la version Cup), d'un becquet arrière (plus grand sur la version Cup), jantes alliage 16 " (17 " en version Cup) spécifiques, d'une double sortie d'échappement, d'une sellerie spécifique, d'une console centrale façon titane et d'un pédalier en aluminium. Enfin, GTI oblige, elle reçoit sous son capot un 1.8 Turbo essence de 150 ch (180 ch sur la série limitée GTI Cup Edition). La Polo GTi est nettement supérieure au reste de la gamme Polo en matière de performances. En version Cup, les performances sont très proches de sa grande sœur Golf GTI. La consommation de la version GTi est maîtrisée pour le niveau de performance (7.5L/100km en usage normal).
- BlueMotion : elle aussi arrivée plus tard, elle se veut être la finition écolo de la gamme. Pour cela, son design a été quelque peu modifié afin d'améliorer l'aérodynamisme (le constructeur ambitionne 99 g/km de rejet de dioxyde de carbone ainsi que la Polo devienne la seule voiture 5 places à moteur thermique à rejeter moins de 100 g/km). Sa calandre ainsi que son becquet arrière sont modifiés. Son équipement est similaire à celui de la finition Confortline. Elle reçoit en outre des jantes spécifiques 14", une sellerie spécifique ainsi qu'une couleur de carrosserie. Elle reçoit sous son capot le TDI 80 qui pour l'occasion se voit doté d'un filtre à particules. Elle a aussi la particularité d'avoir des rapports sont plus longs, favorisant ainsi la conduite à bas régime et des pièces en alliage léger.

|                | Trendline | Confortline | Sportline | Carat | CrossPolo | GTI | BlueMotion |
| -------------- | --------- | ----------- | --------- | ----- | --------- | --- | ---------- |
| 1.2 60         |           |             |           |       |           |     |            |
| 1.2 70         |           |             |           |       |           |     |            |
| 1.4 80         |           |             |           |       |           |     |            |
| 1.6 105        |           |             |           |       |           |     |            |
| 1.6 105 BA     |           |             |           |       |           |     |            |
| 1.8 T 150      |           |             |           |       |           |     |            |
| 1.4 TDI 70     |           |             |           |       |           |     |            |
| 1.4 TDI 80     |           |             |           |       |           |     |            |
| 1.4 TDI 80 FAP |           |             |           |       |           |     |            |
| 1.9 TDI 100    |           |             |           |       |           |     |            |
| 1.9 TDI 130    |           |             |           |       |           |     |            |

### Motorisations
Ce restylage a également permis une mise à niveau des motorisations.
Le 1.2 essence évolue passant de 55 à 60 ch et de 65 à 70 ch, le 1.4 essence gagne lui aussi 5 ch et passe de 75 ch à 80 ch. Sa version 100 ch ne subsistera que quelques mois avant l'arrivée d'un 1.6 essence 105 ch, déjà éprouvé sur de nombreux modèles du groupe qui permet d'opter pour une boîte Tiptronic à 6 rapports.
Niveau diesel, le 1.9 SDI de 64 ch disparaît alors que le 1.4 TDI de 75 ch évolue et se décline désormais en 2 versions de 70 et 80 ch en pouvant être doté d'un FAP sur la finition BlueMotion. Le 1.9 TDI n'évolue pas dans ses versions modernes de 105 ch et 2.0 TDI 140 ch et reste en 100 et 130 ch.
| Moteur          | Type                       | Suralimentation                         | Cylindrée | Puissance            | Couple                 | Boîte | Vitesse max. | CV (France) | Eco-Bonus |
| --------------- | -------------------------- | --------------------------------------- | --------- | -------------------- | ---------------------- | ----- | ------------ | ----------- | --------- |
| Moteurs Essence |                            |                                         |           |                      |                        |       |              |             |           |
| 1.2             | 3 cylindres en ligne - 6S  | -                                       | 1 198 cm3 | 60 ch à 4750 tr/min  | 10,8 mkg à 3000 tr/min | BM5   | 157 km/h     | 4           | 0 €       |
| 1.2             | 3 cylindres en ligne - 12S | -                                       | 1 198 cm3 | 70 ch à 5400 tr/min  | 11,2 mkg à 3000 tr/min | BM5   | 167 km/h     | 5           | 0 €       |
| 1.4             | 4 cylindres en ligne - 16S | -                                       | 1390 cm3  | 80 ch à 5000 tr/min  | 13,2 mkg à 3800 tr/min | BM5   | 175 km/h     | 5           | 0 €       |
| 1.6             | 4 cylindres en ligne - 16S | -                                       | 1 598 cm3 | 105 ch à 5600 tr/min | 15,3 mkg à 3800 tr/min | BM5   | 192 km/h     | 7           | 0 €       |
| 1.6             | 4 cylindres en ligne - 16S | -                                       | 1 598 cm3 | 105 ch à 5600 tr/min | 15,3 mkg à 3800 tr/min | BA6   | 187 km/h     | 7           | + 750 €   |
| 1.8 T           | 4 cylindres en ligne - 20S | 1 Turbo + Intercooler                   | 1781 cm3  | 150 ch à 5800 tr/min | 22,0 mkg à 4500 tr/min | BM5   | 216 km/h     | 9           | + 750 €   |
| Moteurs Diesel  |                            |                                         |           |                      |                        |       |              |             |           |
| 1.4 TDI         | 3 cylindres en ligne - 6S  | 1 Turbo + Intercooler Injecteurs-pompes | 1 422 cm3 | 70 ch à 4000 tr/min  | 15,5 mkg à 1600 tr/min | BM5   | 164 km/h     | 4           | - 700 €   |
| 1.4 TDI         | 3 cylindres en ligne - 6S  | 1 Turbo + Intercooler Injecteurs-pompes | 1 422 cm3 | 80 ch à 4000 tr/min  | 19,5 mkg à 2200 tr/min | BM5   | 174 km/h     | 5           | - 700 €   |
| 1.4 TDI         | 3 cylindres en ligne - 6S  | + FAP sur BMotion                       | 1 422 cm3 | 80 ch à 4000 tr/min  | 19,5 mkg à 2200 tr/min | BM5   | 176 km/h     | 4           |           |
| 1.9 TDI         | 4 cylindres en ligne - 8S  | 1 Turbo + Intercooler Injecteurs-pompes | 1 896 cm3 | 100 ch à 4000 tr/min | 24,0 mkg à 1800 tr/min | BM5   | 188 km/h     | 5           | - 200 €   |
| 1.9 TDI         | 4 cylindres en ligne - 8S  | 1 Turbo + Intercooler Injecteurs-pompes | 1 896 cm3 | 130 ch à 4000 tr/min | 31,0 mkg à 1900 tr/min | BM6   | 206 km/h     | 7           | 0 €       |

### Coloris
Ce tableau récapitule différents coloris disponibles. Certains ne sont restés qu'un temps dans la gamme.
| Peintures unies      |                    |                           |
|                      | Blanc Candy        |                           |
|                      | Bleu Estival       |                           |
|                      | Jaune Tournesol    |                           |
|                      | Limette            | Uniquement sur CrossPolo  |
|                      | Magma-Orange       | Uniquement sur CrossPolo  |
|                      | Noir               |                           |
|                      | Rouge Flash        |                           |
| Peintures métalisées |                    |                           |
|                      | Argent Silver      |                           |
|                      | Bleu Ravenna       | Uniquement sur CrossPolo  |
|                      | Bleu Shadow        |                           |
|                      | Bleu Tossa         |                           |
|                      | Gris Ardoise       |                           |
|                      | Gris Ère Glaciaire | Uniquement sur BlueMotion |
|                      | Reflet d'Argent    |                           |
|                      | Vert Fairway       |                           |
| Peintures nacrées    |                    |                           |
|                      | Anthracite Bleuté  |                           |
|                      | Bleu Olympia       |                           |
|                      | Noir Magic         |                           |
|                      | Rouge Sunset       |                           |
| c                    | Rouge Hiver        |                           |

### Séries spéciales
La Polo 9N3 a connu de nombreuses séries spéciales :
- Polo Concept (2005) (limitée à 2000 unités), basée sur la finition Confortline, elle est dotée d'équipements normalement vendus en option (peinture métallisée, phares anti-brouillard, jantes en alliage...) tout en gardant un tarif compétitif. Le but étant de (re)lancer les ventes de la nouvelle Polo restylée.
- Polo Wembley (2006) uniquement disponible avec le moteur 1.4 TDI 70, il s'agit d'une finition Trendline à laquelle ont été ajoutés la climatisation manuelle et la radio CD, le tout pour un prix très modeste.
- Polo Miami (2006), uniquement disponible avec le moteur 1.4 TDI 80, il s'agit d'une finition Confortline à laquelle ont été ajoutés notamment les jantes alliages mais aussi d'autres équipements, le tout pour un prix inférieur à celui d'une Confortline conventionnelle.
- Polo Cup (2006), basée sur la finition Trendline, elle offre de nombreux équipements supplémentaires (peintures, radio CD, volant en cuir...) pour un tarif avantageux.
- Polo Sport Limited (2007) (limitée à 300 unités), uniquement disponible avec le bloc 1.9 TDI , elle se base sur la finition Sportline à laquelle sont ajoutés de nombreux équipements dont un kit carrosserie et des jantes en alliage 17".
- Polo Town (2007) (limitée à 1500 unités), basées sur la finition Confortline, elle est dotée de série d'équipements supplémentaires, ce qui permet de les obtenir à moindre coût.
- Polo Elle (2007) (limitée à 1500 unités), parrainée par le magazine Elle, cette version est presque identique à la Polo Town. Lors de l'achat, pour 1€ de plus, il était possible d'avoir un téléphone Alcatel Glamphone no 3 (en rose, mauve ou blanc) avec oreillette bluetooth.
- Polo United (2007), uniquement disponible avec les blocs 1.2 et 1.4 TDI, elle reprend le principe de la Polo Cup.
- Polo Concept (2008) (limitée à 2000 unités), uniquement disponible avec le moteur 1.4 TDI 70, cette série n'a rien à voir avec la Polo Concept de 2005 car il s'agit ici de retirer des équipements (airbag latéraux, régulateur de vitesse...) par rapport à la finition Trendline pour faire face à la concurrence en matière de tarifs.
- Polo Match (2008), basée sur la Polo United, elle propose de nombreux équipements supplémentaires (jantes en alliage, radar de recul, toit ouvrant, calandre chromée...) par rapport à cette dernière.

Cette liste non exhaustive ne contient que des séries spéciales qui étaient disponibles en France.
- La Polo a été produite jusqu'en 2017 en Afrique du sud sous le nom de Polo Vivo.

### Galerie

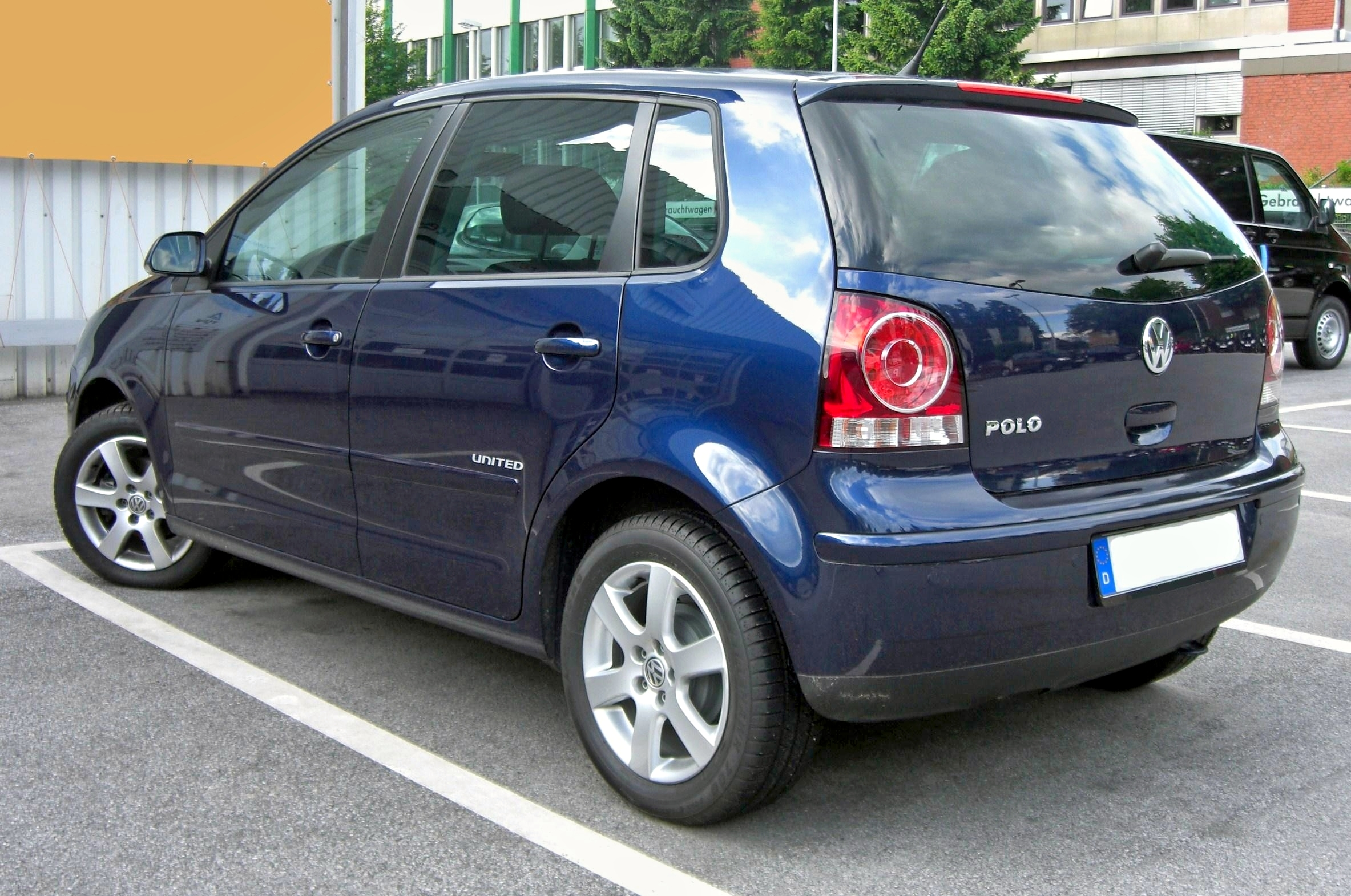
Polo United 5 portes
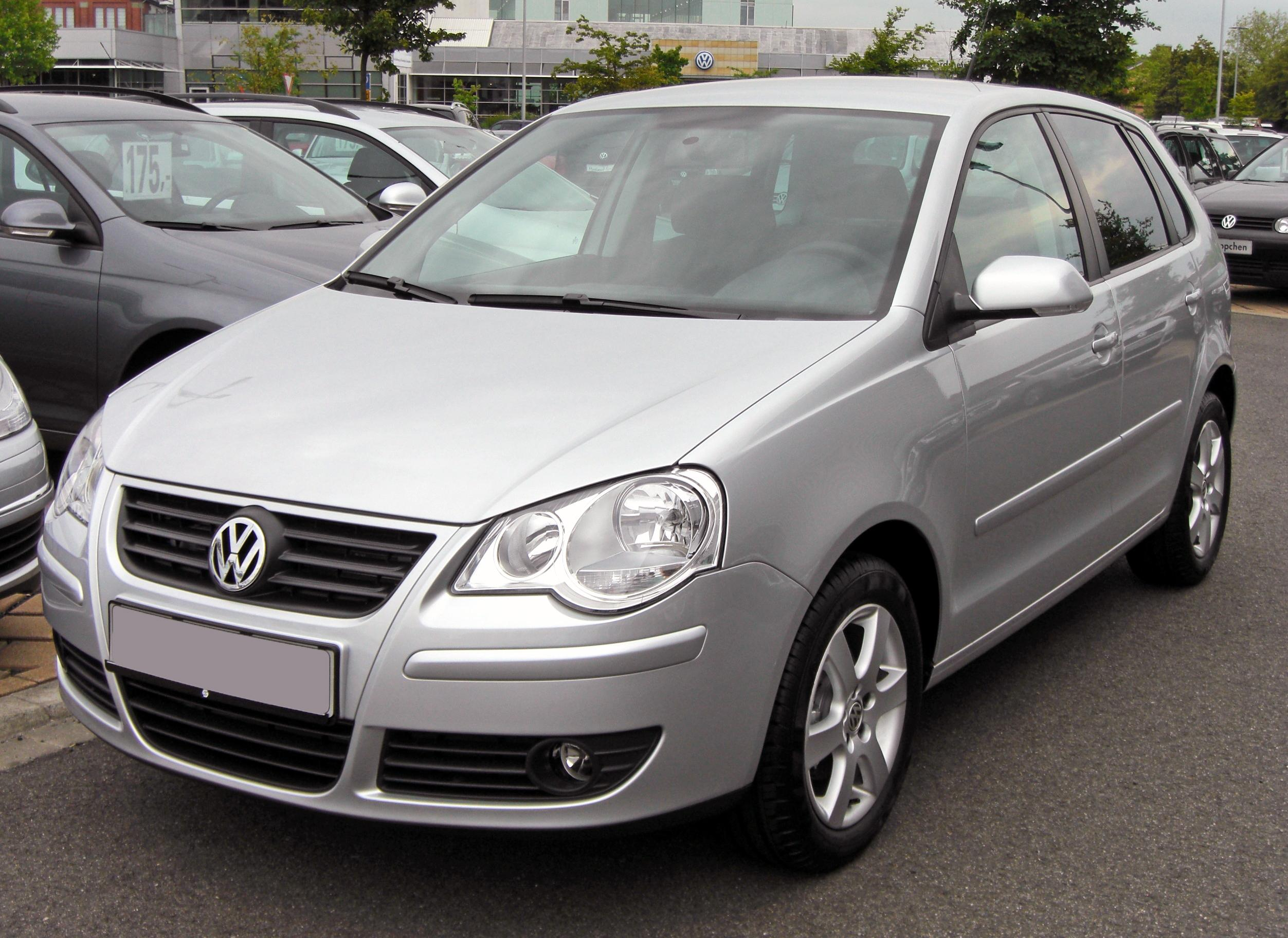
Polo Silver Edition 5 portes
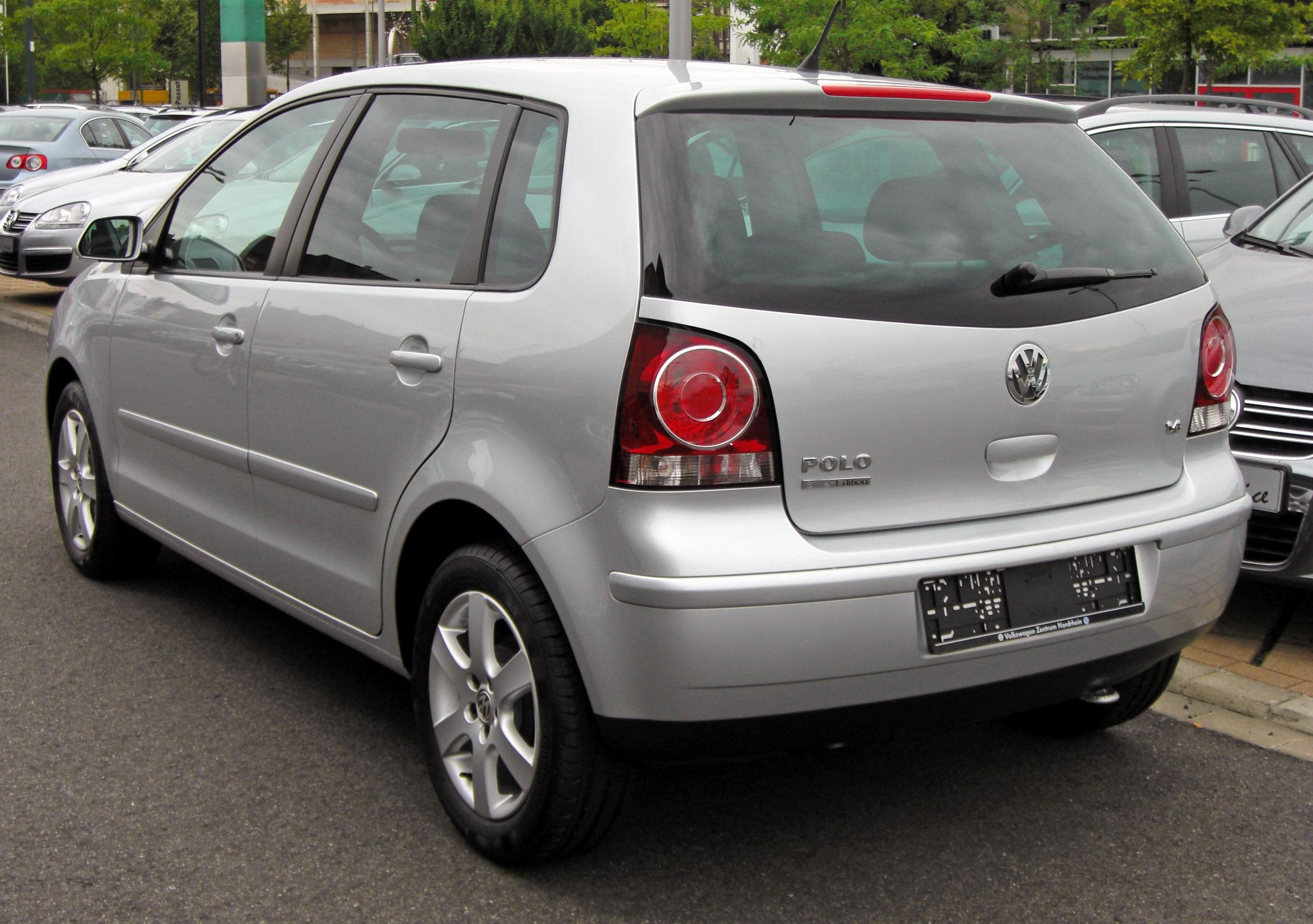
Polo Silver Edition 5 portes
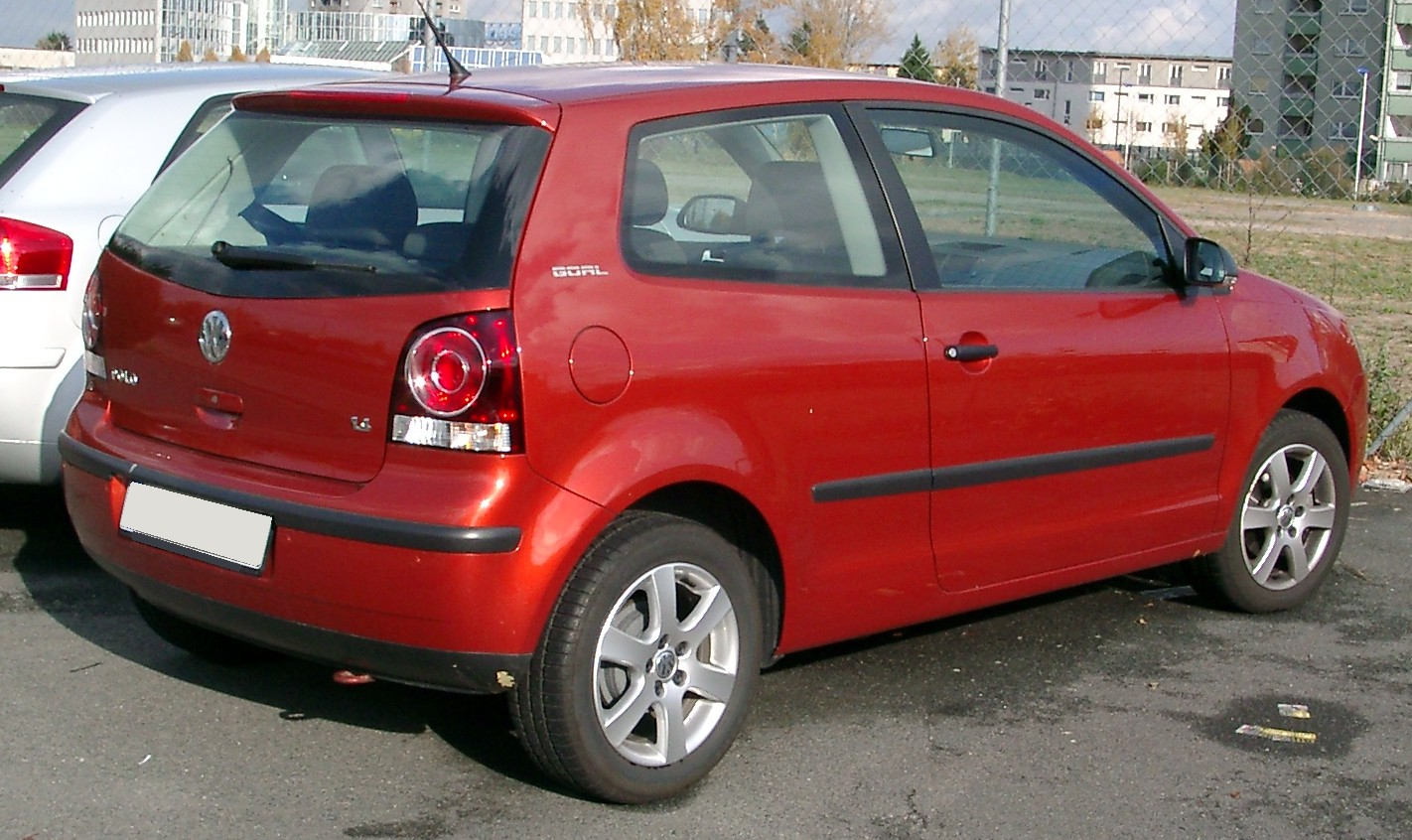
Polo Goal 3 portes
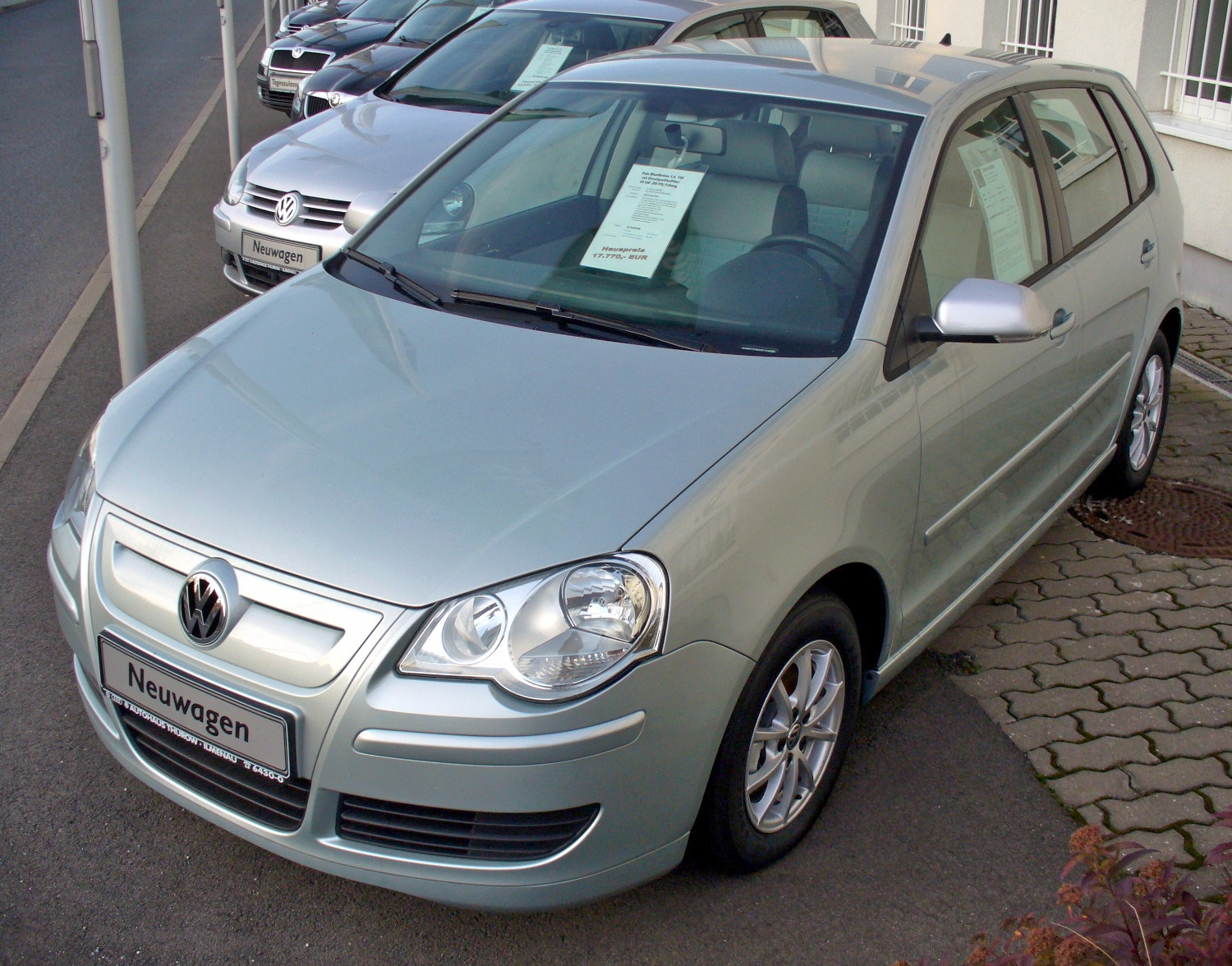
Polo BlueMotion
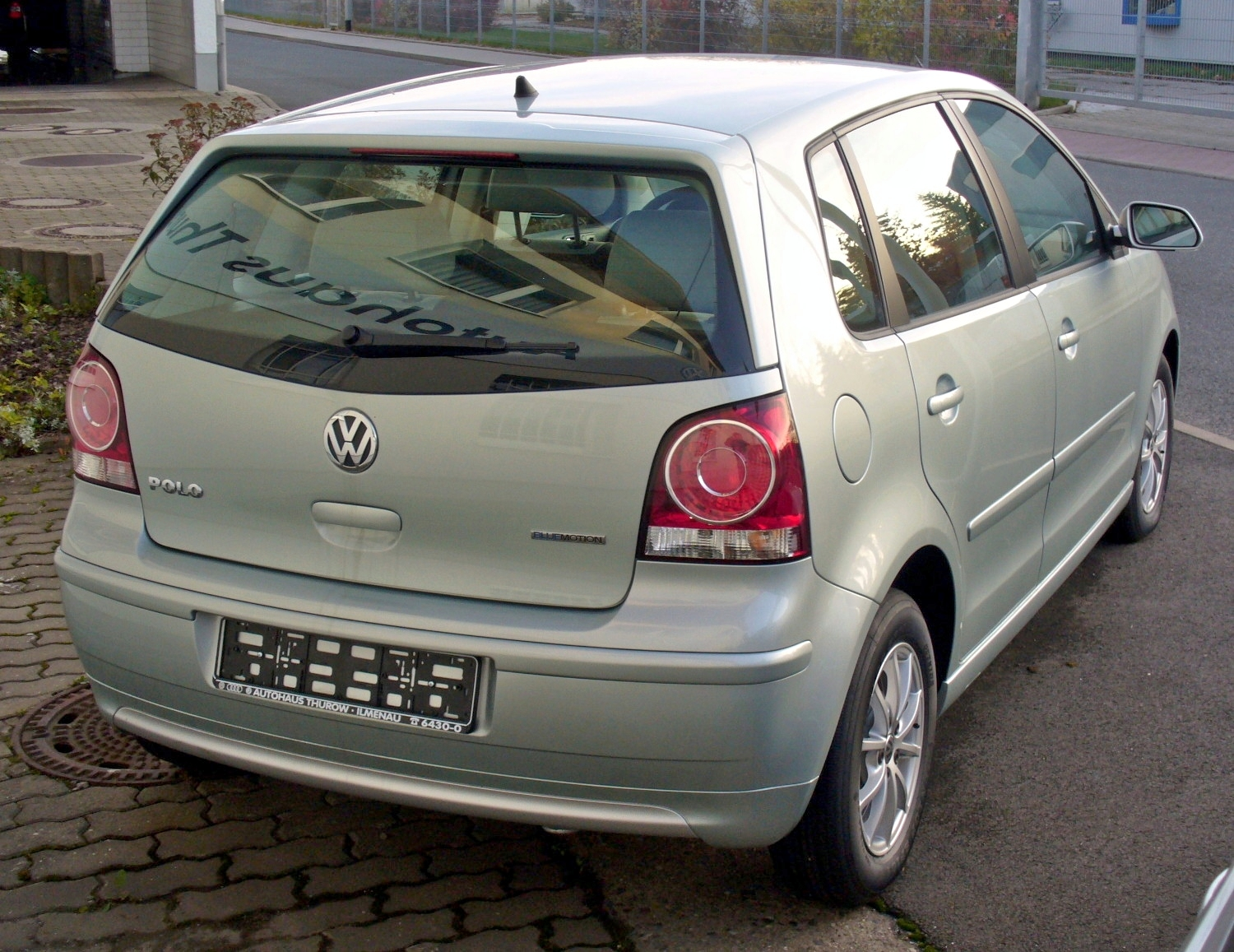
Polo BlueMotion
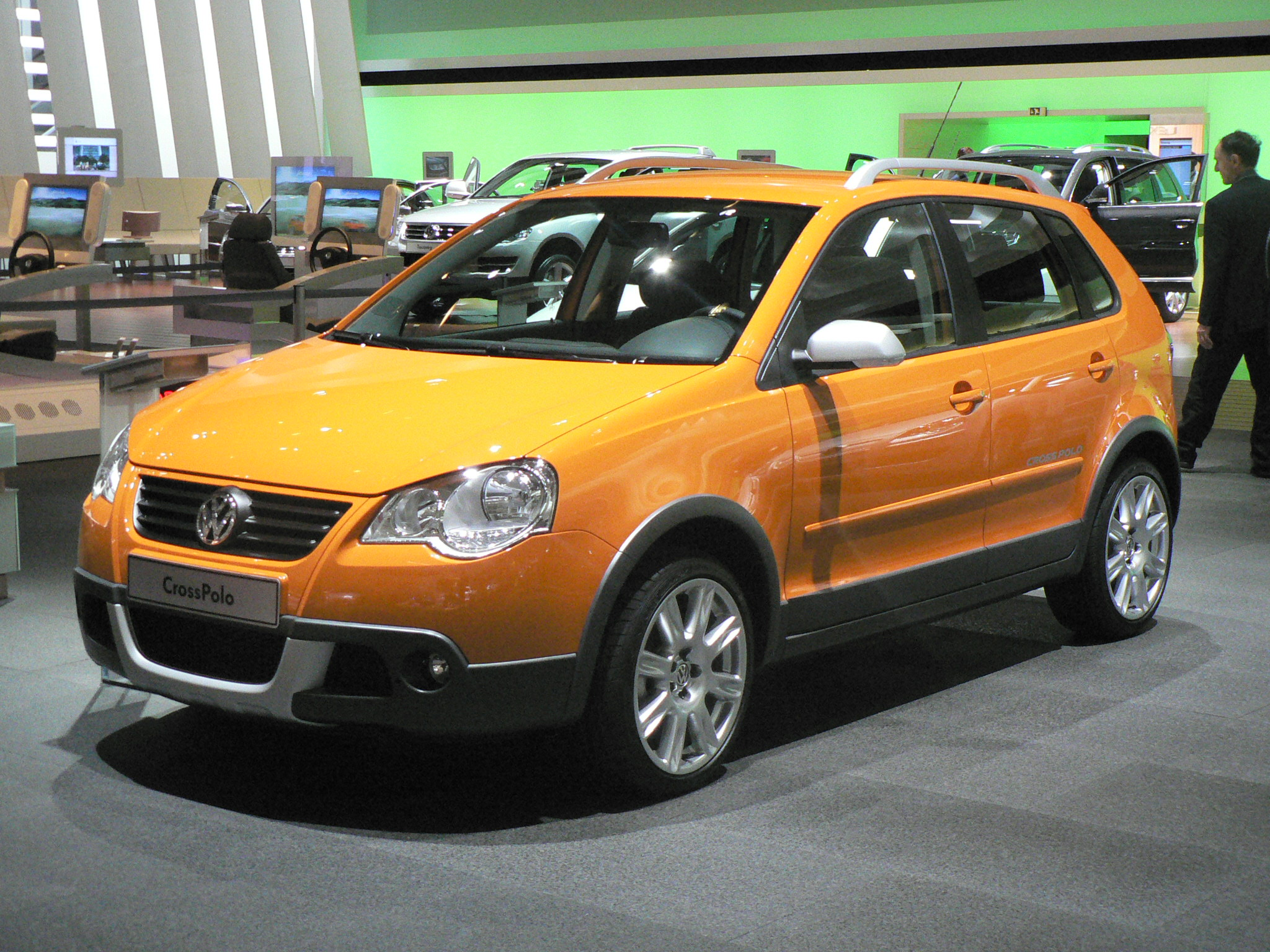
CrossPolo
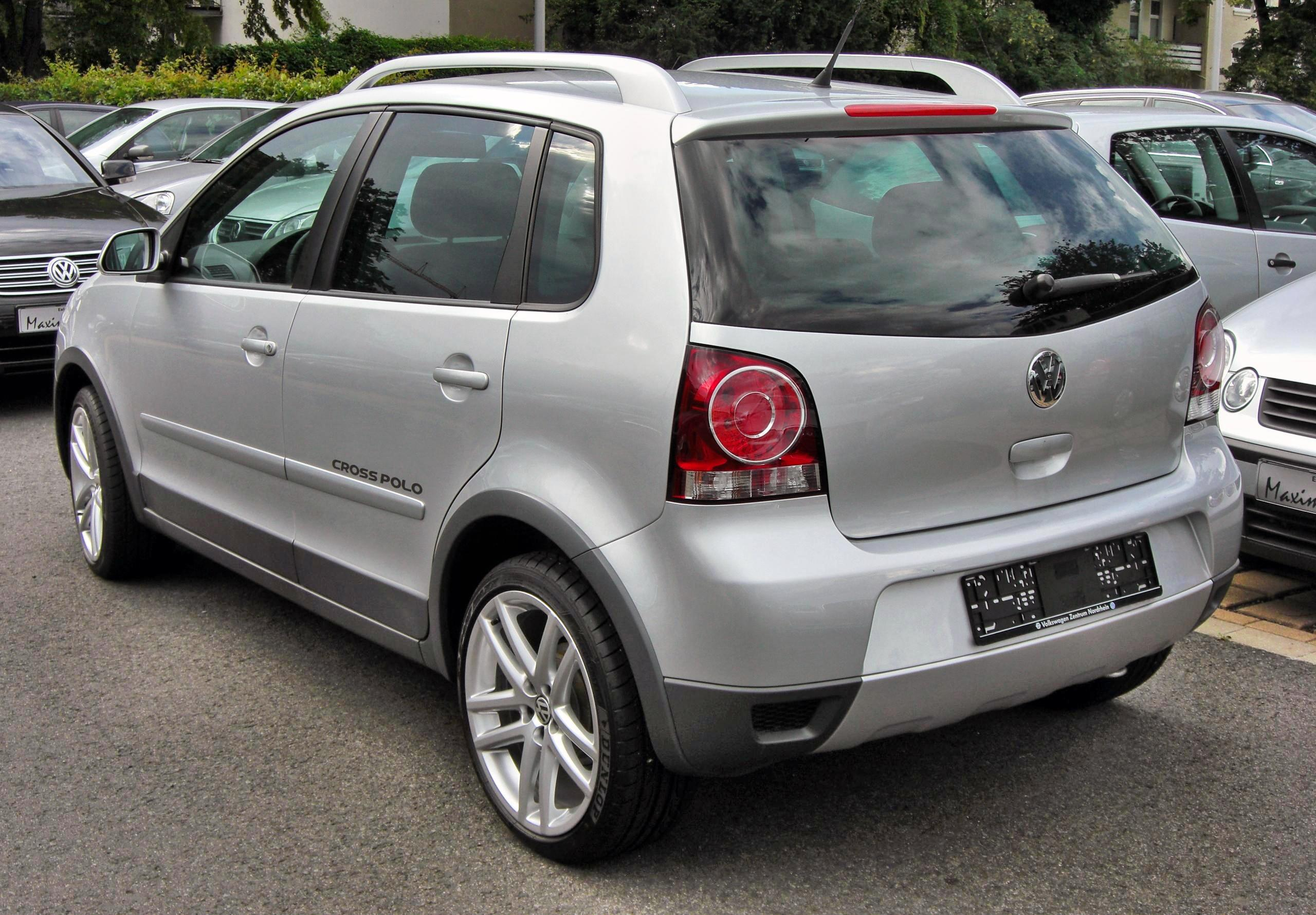
CrossPolo
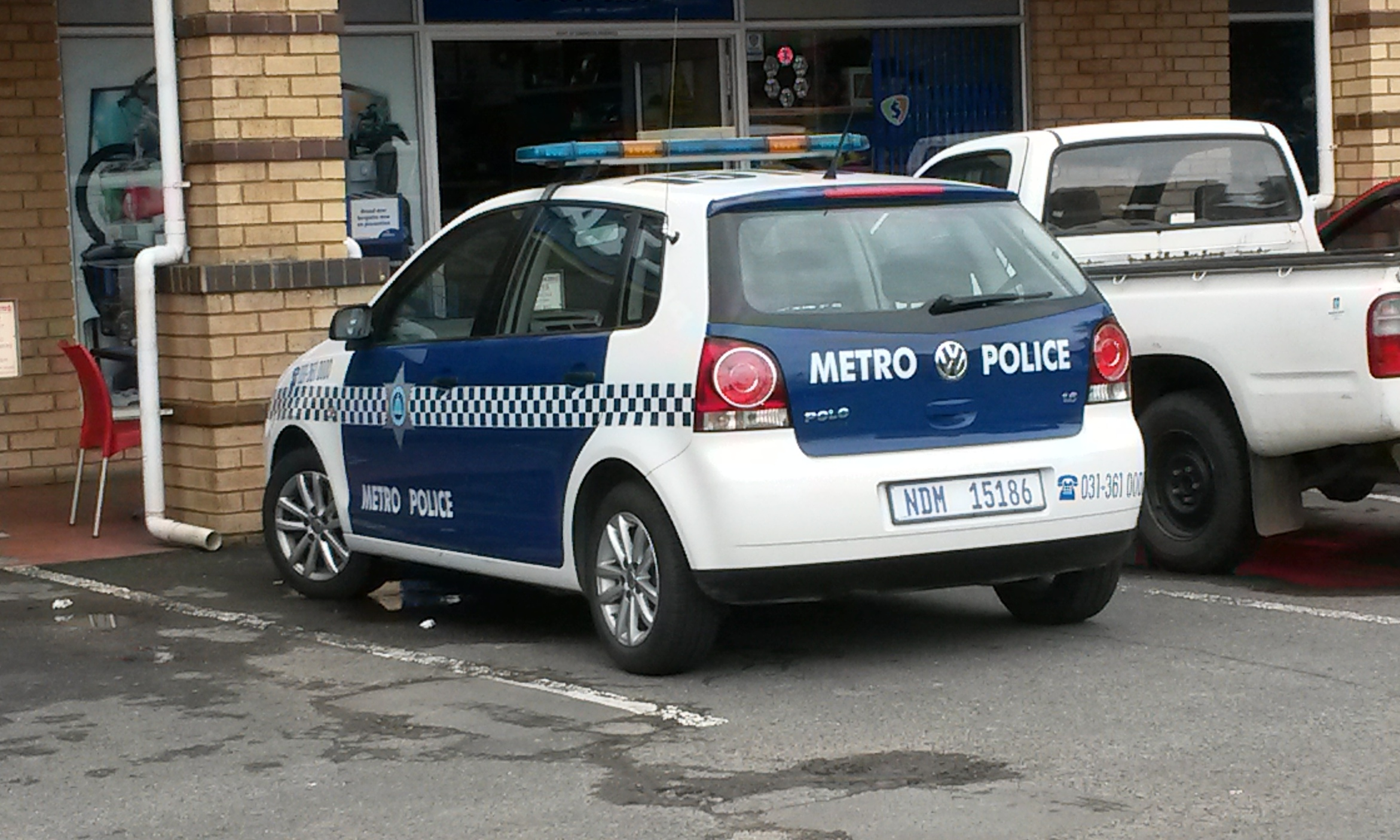
Police de Durban en 2016
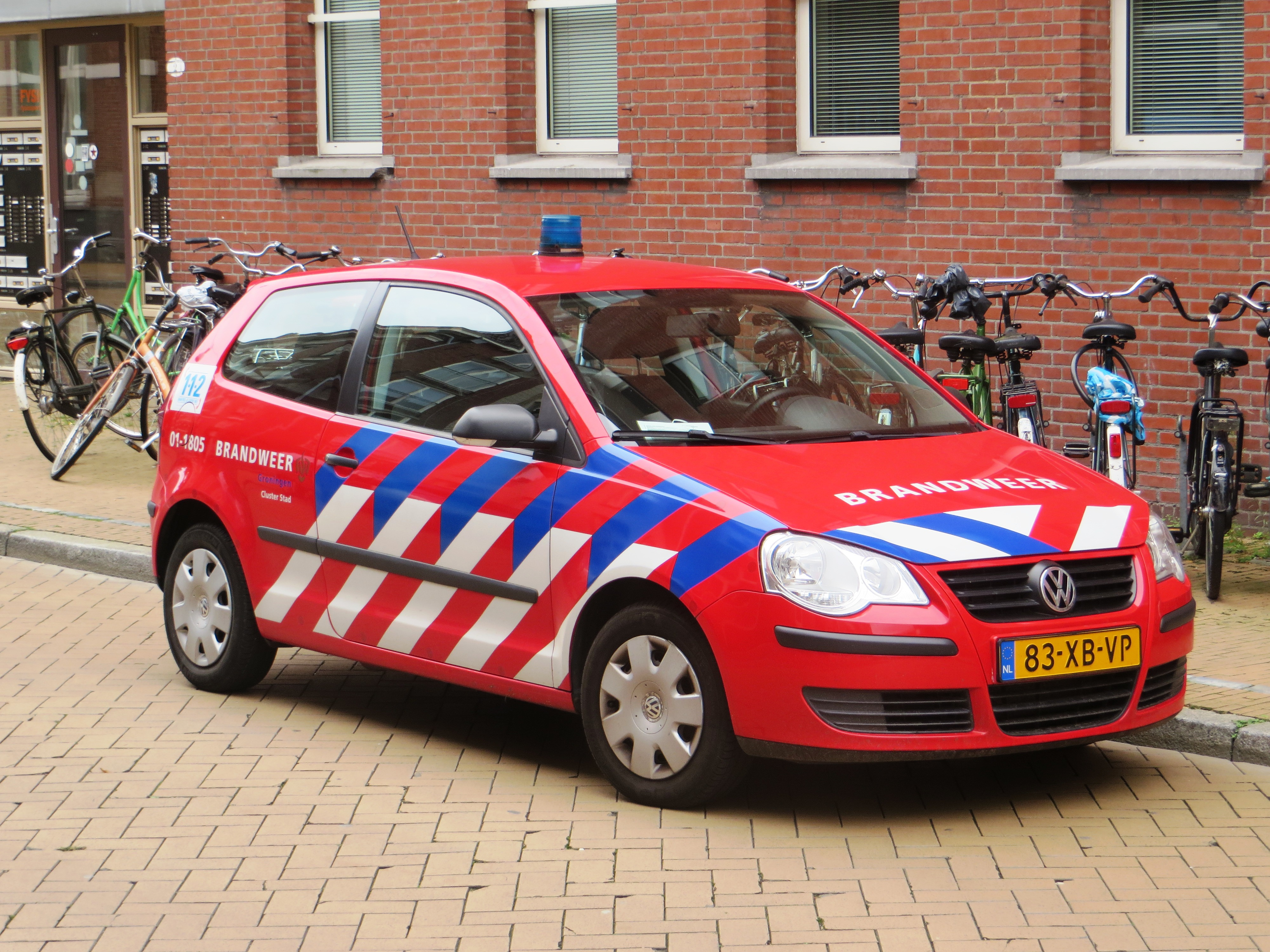
Véhicule de pompiers Néerlandais en 2015
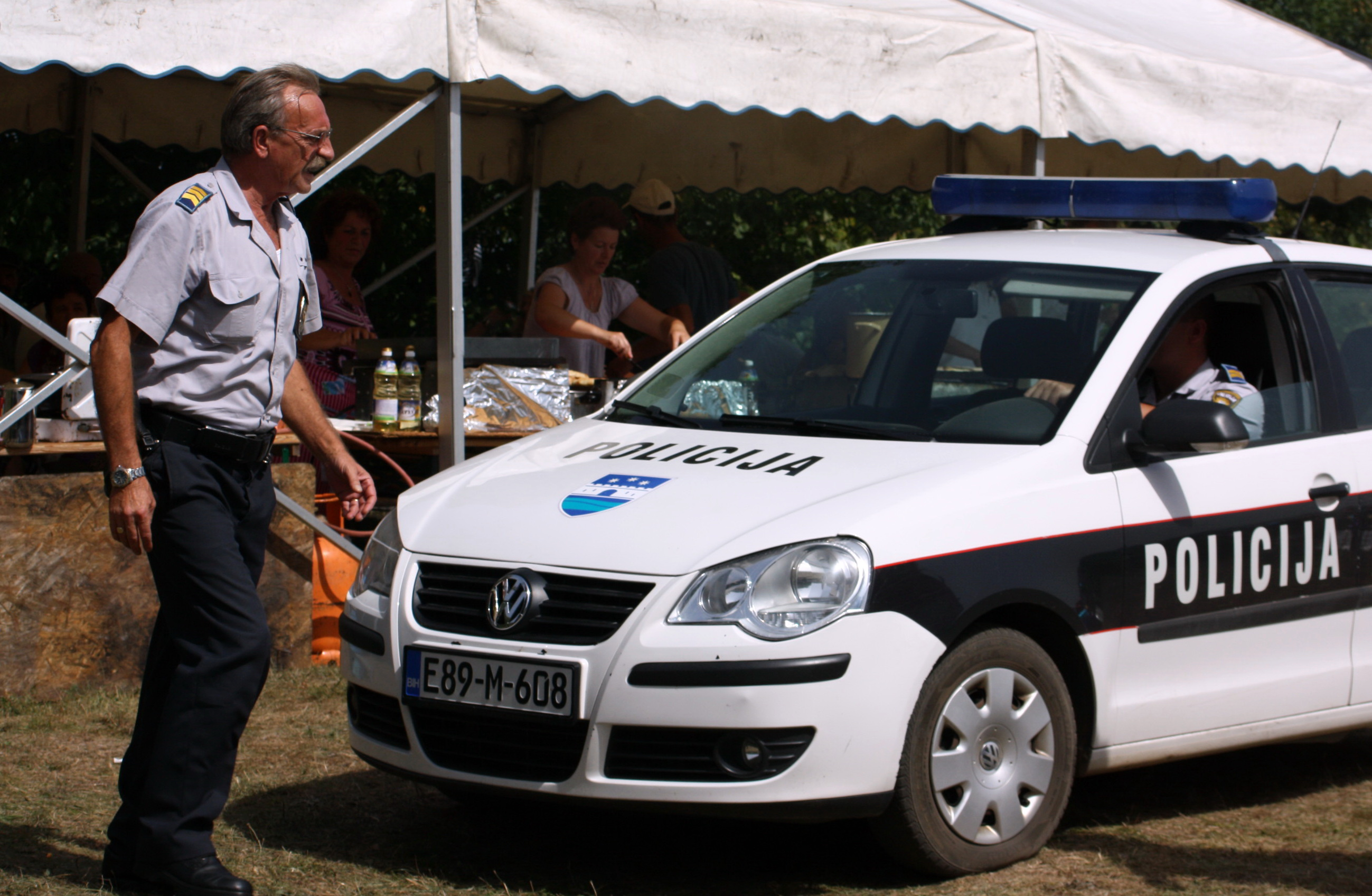
Police bosnienne en 2011
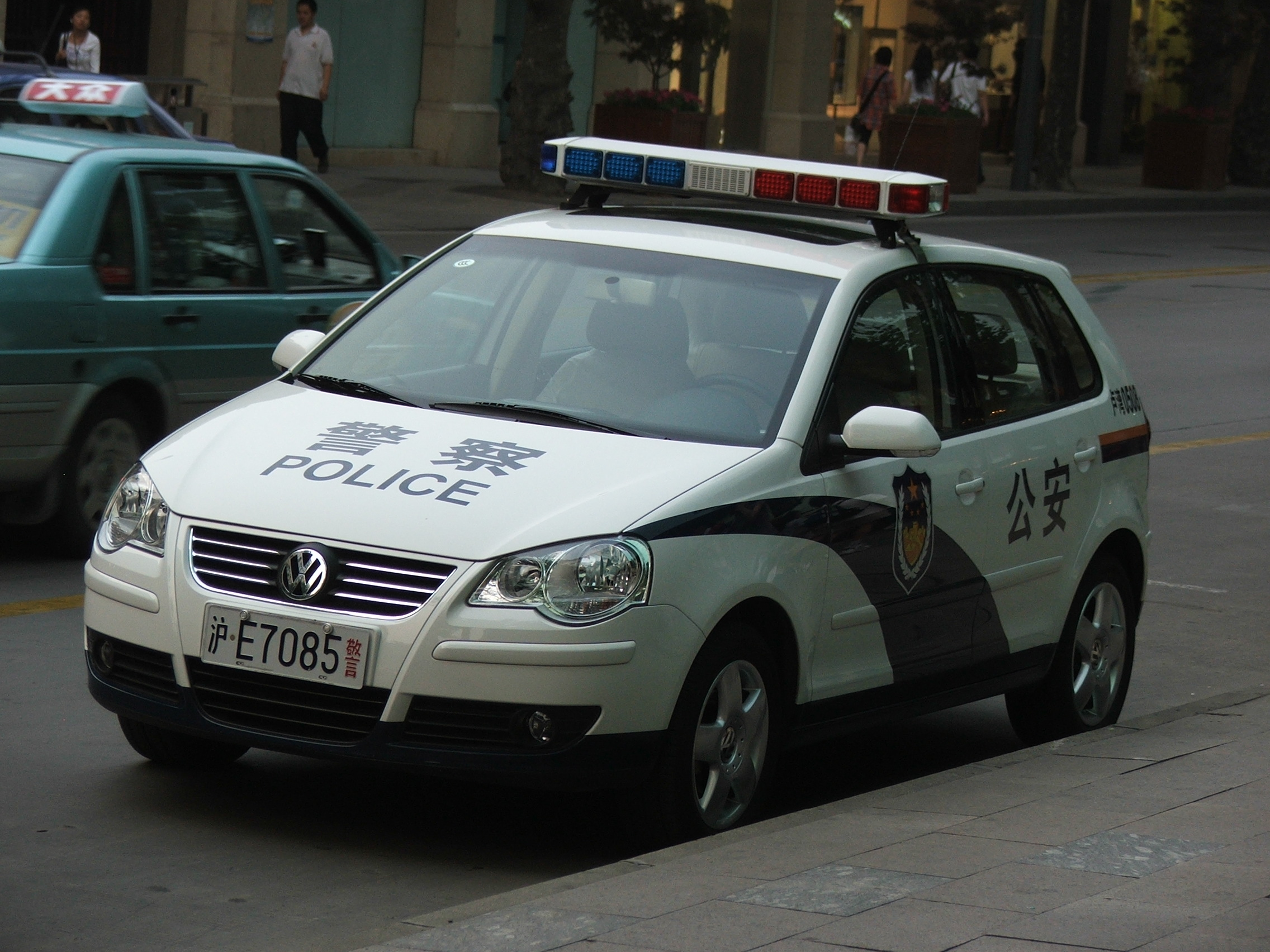
Police chinoise en 2008

## Rallye automobile
Des Polo ont été utilisées pour des rallyes,,,,,,,,,,,,,,,.

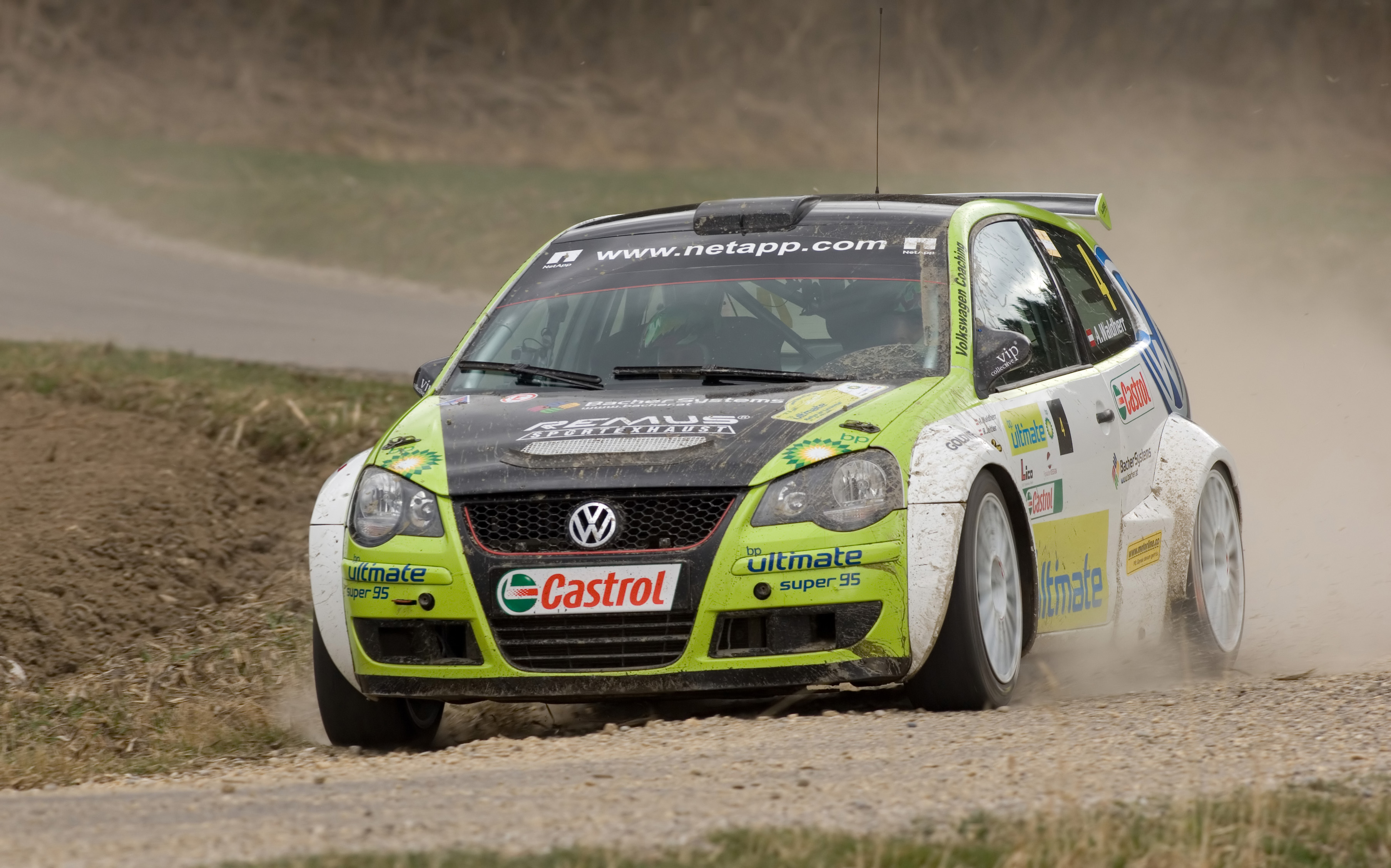
Andreas Waldherr, à bord d'une Polo S2000, participe au Lavanttal Rallye de 2009.
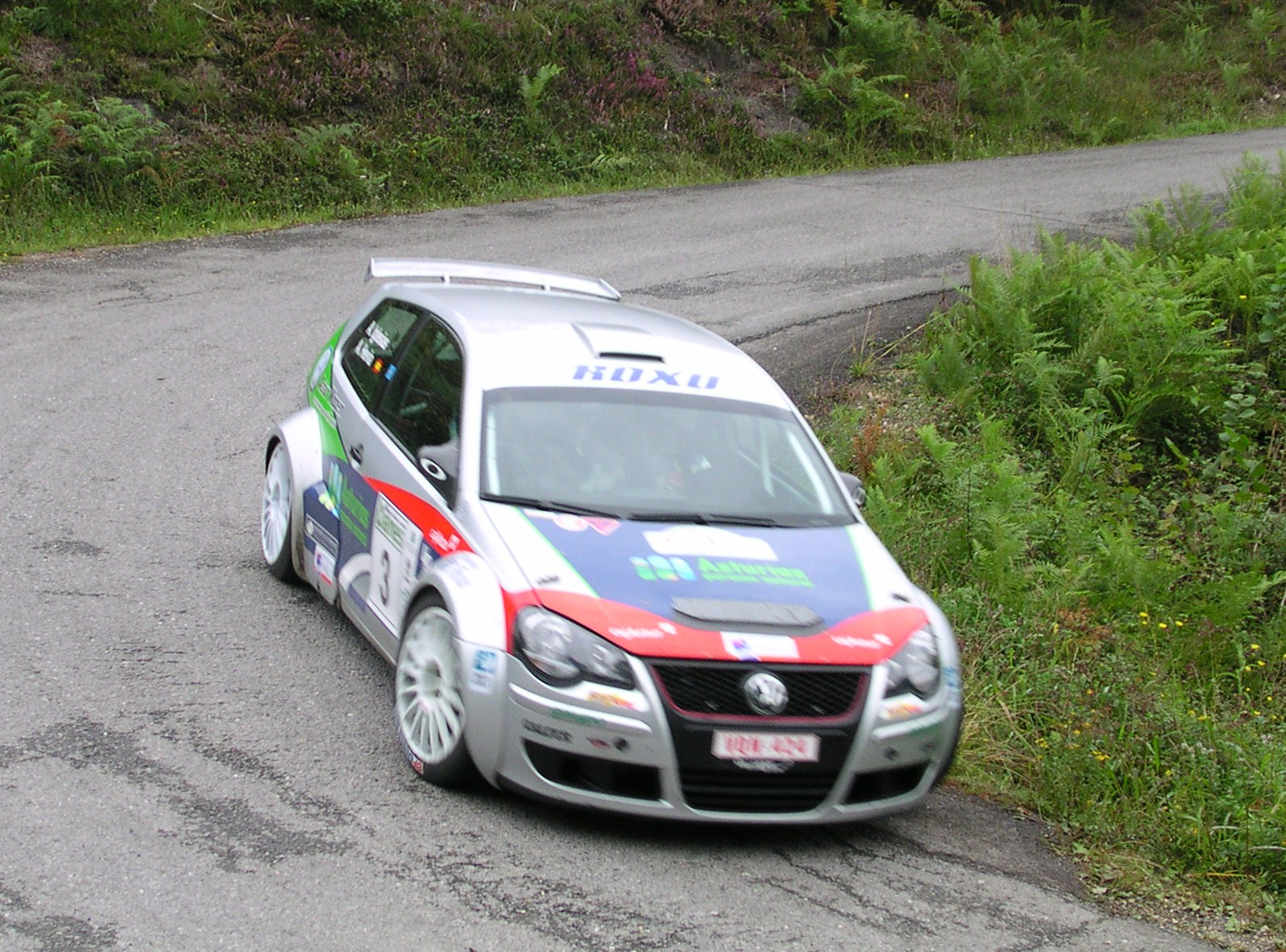
Alberto Hevia au rallye de Llanes 2007
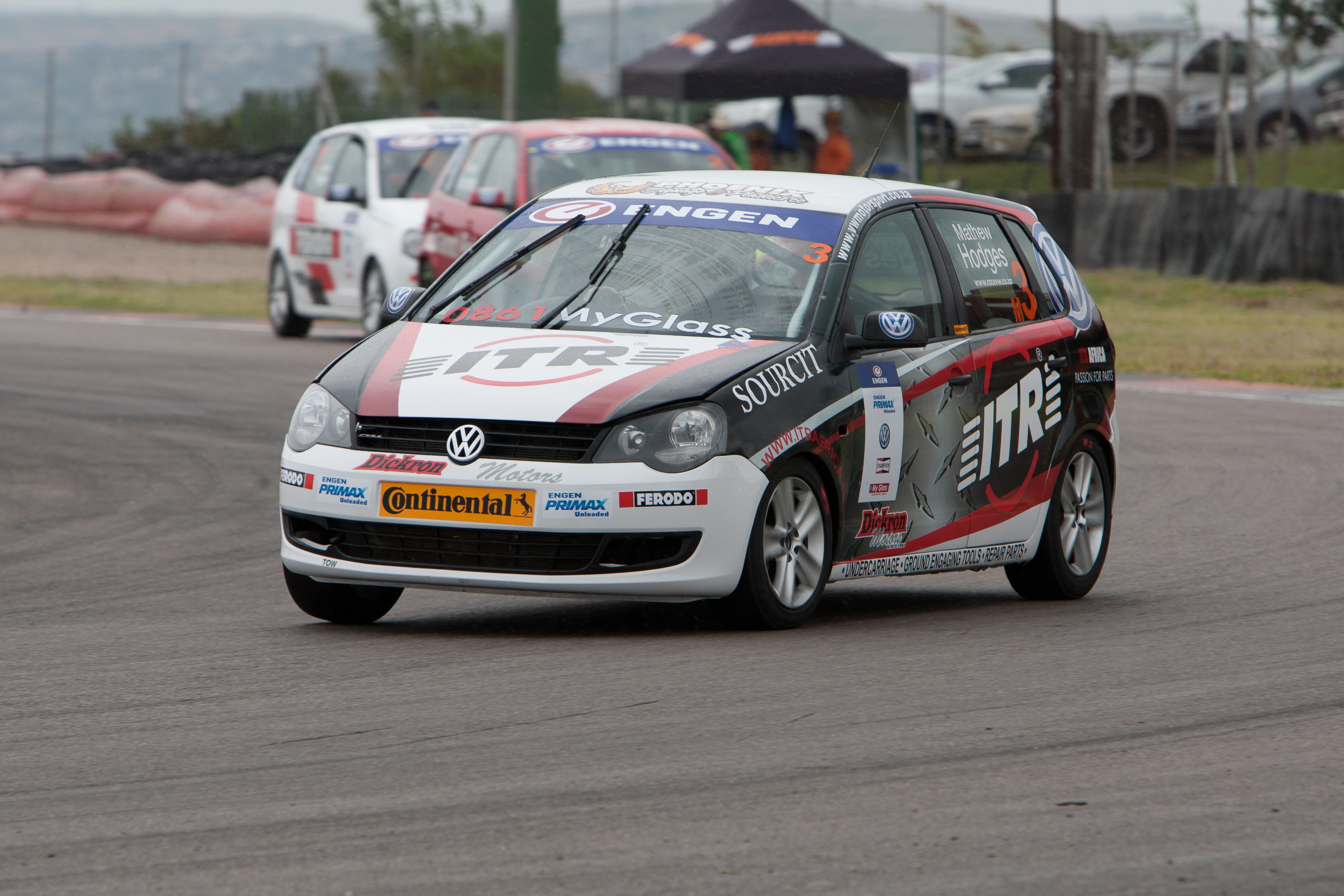
Polo Vivo à la course Zwartkop Raceway en Afrique du sud en 2014
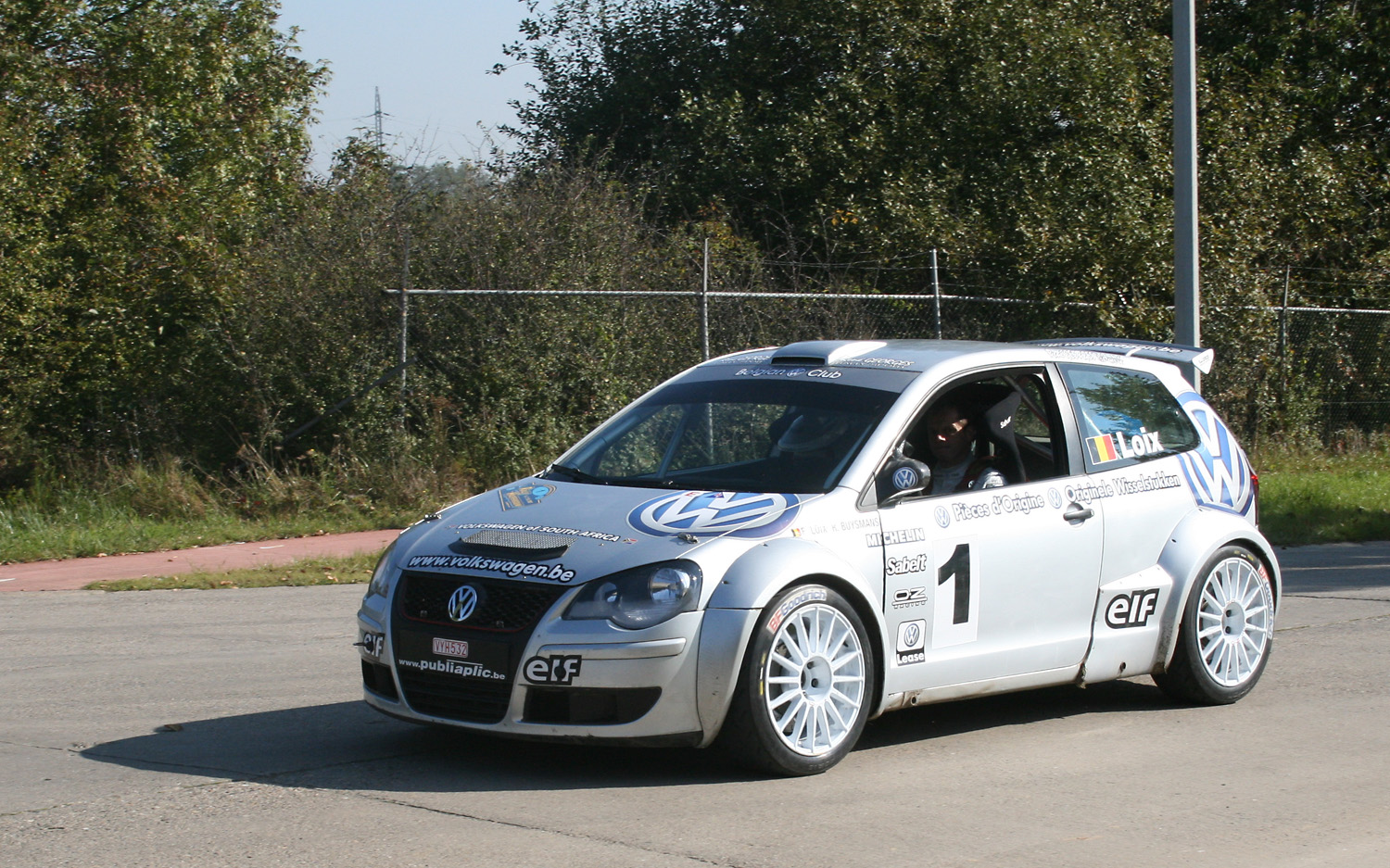
Freddy Loix au rallye en Hesbaye en 2007

## Sécurité

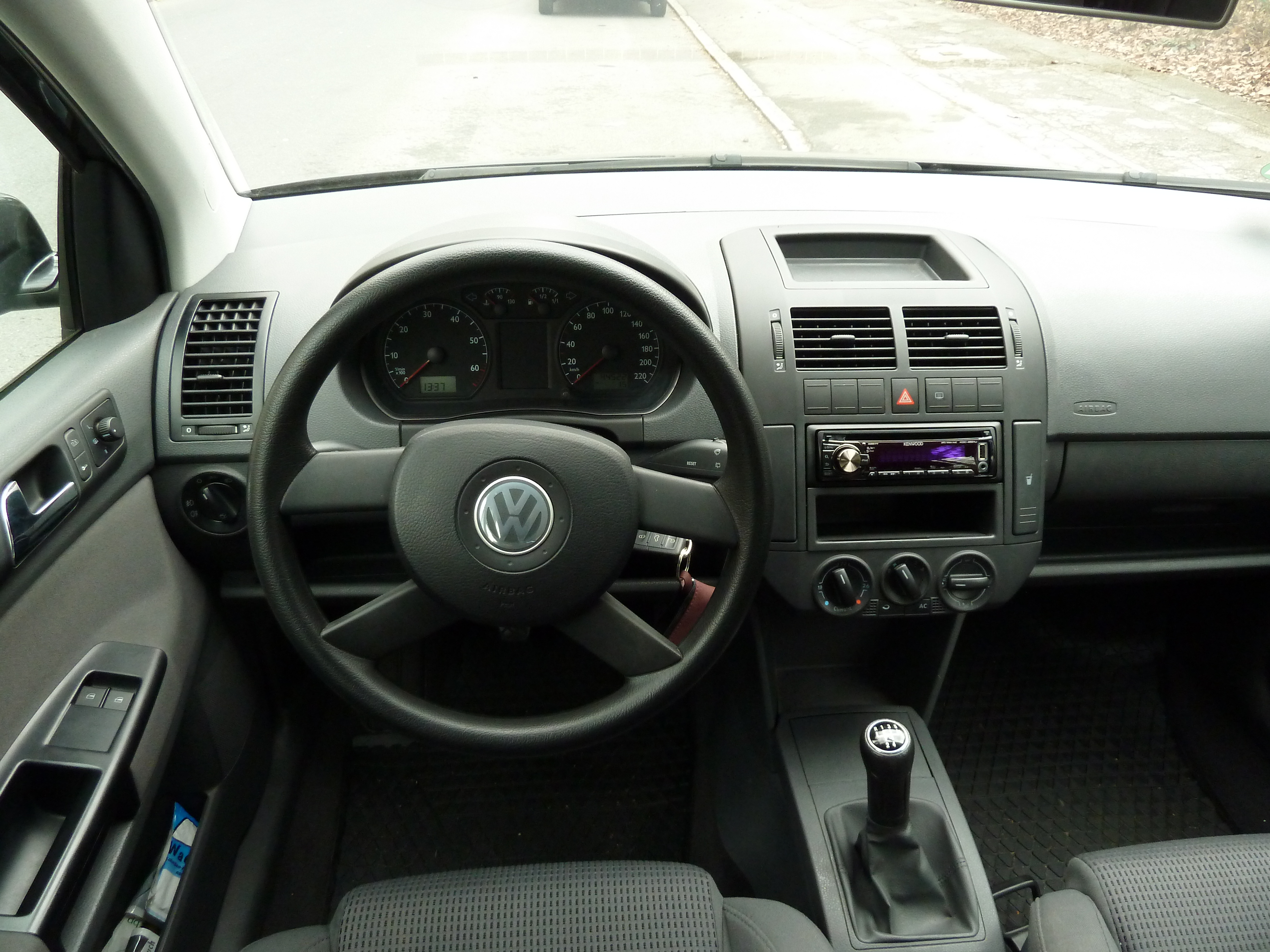
Intérieur de la Polo IV, place conducteur. Un airbag est contenu dans le volant.

La conception assistée par ordinateur de la structure de la voiture ainsi que le travail d'analyse des accidents fait par Volkswagen permettent de dépasser de loin les normes de sécurité imposées à l'époque de sa sortie, et offrent une grande résistance au chocs latéraux.
équipements de sécurité fournis en série dans la volkswagen polo IV :
- Airbag conducteur
- Airbags latéraux avant 
- ABS